# Wendy Khumalo
Pour les articles homonymes, voir Khumalo.
 Wendy Khumalo  est une joueuse sud-africaine de rugby à XV, née le 23 juin 1982, de 1,58 m pour 62 kg, occupant le poste de troisième ligne aile (n° 6 ou 7).

## Palmarès
- sélections en Équipe d'Afrique du Sud de rugby à XV féminin
- participations à la Coupe du monde de rugby féminine 2006: 3 matchs, 2 titularisations, 1 essai et une 12e place finale.